# Geomorphologisches Schutzgebiet Kulva

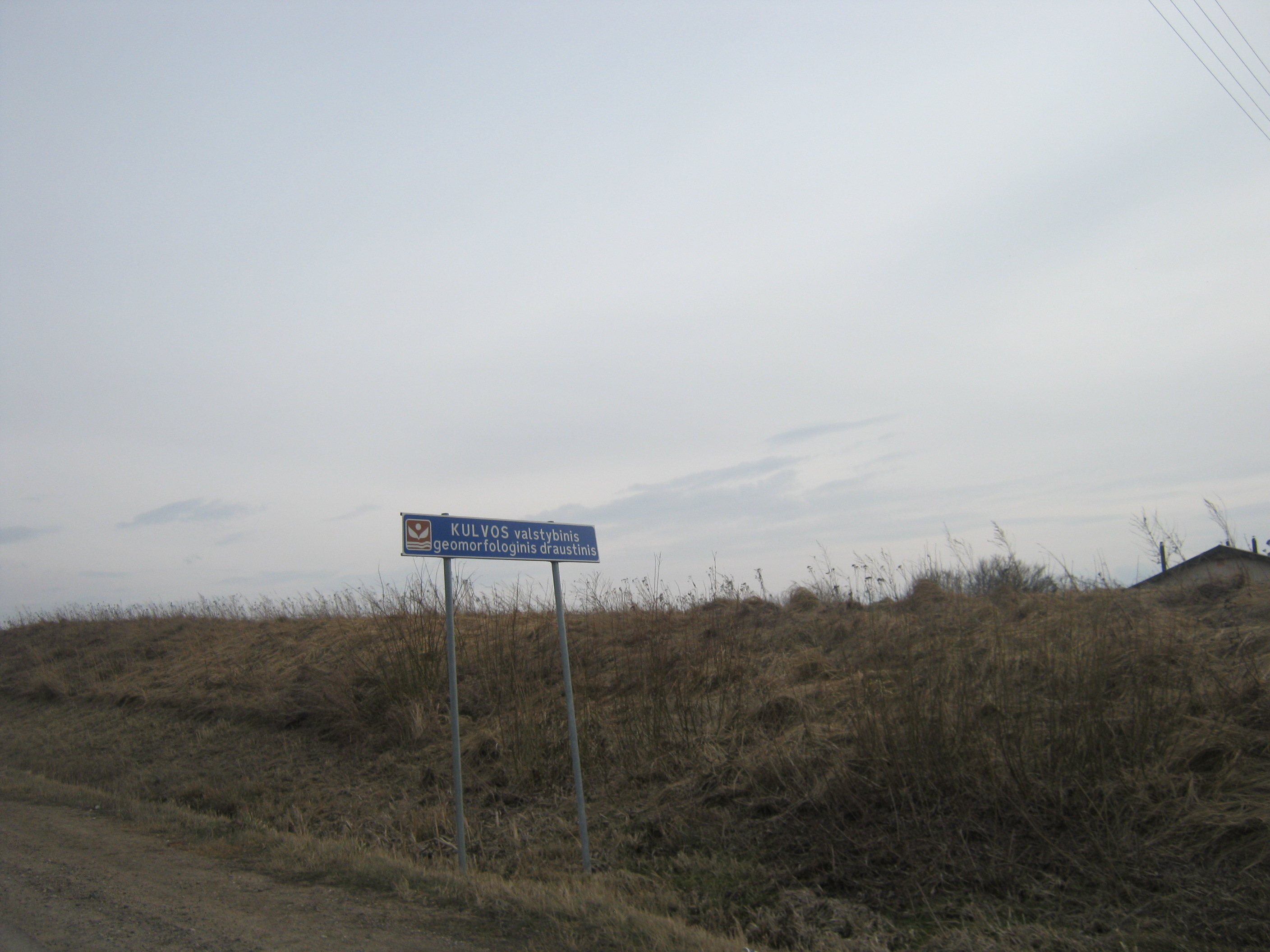

Das geomorphologische Schutzgebiet Kulva (litauisch Kulvos geomorfologinis draustinis) ist ein Schutzgebiet (kdraustinis) der Geomorphologie um Kulva und Pabartoniai mit einem Os in Litauen. Es liegt im Amtsbezirk Kulva der Rajongemeinde Jonava, Bezirk Kaunas. Das gesamte Territorium beträgt 815 ha. Geschützt werden die Moränenrücken und das  Erosion-Gelände der Neris, des rechten Nebenflusses der Memel. Um Kulva liegt eine schöne Kulturlandschaft. Die höchste Erhebung ist Os Kulva, 117 Meter über dem Meeresspiegel. Das Schutzgebiet wurde 1992 vom Staat errichtet und hieß geomorphologisches Schutzgebiet Pabartoniai.